# St. Albans (Maine)
St. Albans è un comune degli Stati Uniti d'America, situato nello Stato del Maine, nella contea di Somerset.